# Dorian De Maeght
Dorian De Maeght (Ixelles, 13 agosto 1997) è un ciclista su strada e ciclocrossista belga professionista dal 2022.

## Piazzamenti

### Classiche monumento
- Parigi-Roubaix

2023: fuori tempo massimo